# Pierre-Alexis Dumas
Pour les articles homonymes, voir Dumas.
Pierre-Alexis Dumas, né le 4 juin 1966, est un homme d'affaires français, actuel directeur artistique d'Hermès International. Descendant du fondateur de l'entreprise, Thierry Hermès, il est également le fils de Jean-Louis Dumas, ancien PDG, et de l'architecte Rena Gregoriadès. Devenu directeur artistique d'Hermès en 2005, il joue un rôle clé dans la définition de la vision créative de la marque et dans le développement de ses diverses lignes de produits. En parallèle, il crée en 2008 la fondation Hermès, soutenant l'artisanat, l'art et la protection de l'environnement.

## Biographie

### Famille et études
Pierre-Alexis Dumas naît le 4 juin 1966. Ses parents sont Jean-Louis Dumas, ancien PDG du groupe Hermès et Rena Gregoriadès, architecte d'origine grecque qui a fondé en 1972 à Paris  « Rena Dumas Architecture Intérieur, ». Il a un soeur aînée, Sandrine Dumas, née le 28 avril 1963 à Neuilly-sur-Seine, comédienne et réalisatrice. À onze ans, son grand-père Robert Dumas, alors à la tête d'Hermès, lui enseigne la technique du point sellier, qui a participé à la renommée de la maison en maroquinerie. En 1991, il obtient un bachelor of Arts en arts visuels de l'Université Brown à Providence, Rhode Island, États-Unis.
Pierre-Alexis Dumas épouse Sophie Bouilhet en 1996, membre de la famille des fabricants d'argenterie Christofle, avec qui il a trois enfants.

### Carrière
À partir de septembre 1991, Pierre-Alexis Dumas passe dix mois au sein de la société Ratti à Côme, en Italie, où la soie est filée depuis le XIXe siècle. Pendant son séjour, il est initié aux techniques de la gravure pour le textile imprimé, la coloration et la conception de motifs, en particulier pour la mode féminine.  C'est à Hong Kong, en 1992, qu'il fait ses débuts chez Hermès, après que Patrick Thomas, directeur général de l'époque, l'a envoyé en stage pour y découvrir la distribution. Il y reste cinq ans, notamment pour mettre sur pied la filiale chinoise et ouvrir le premier magasin à Pékin. Il part ensuite pour Londres en 1998 et reste quatre ans à la tête de la filiale anglaise avant d'intégrer une école d'art.
En 2002, il rejoint le siège de l'entreprise à Paris pour devenir directeur artistique délégué d'Hermès. Il participe au développement de nouveaux produits par les orfèvres Puiforcat, et la cristallerie Saint-Louis,, deux entreprises pluricentenaires acquises par Hermès. Pierre-Alexis Dumas devient directeur artistique en 2005. Chaque année, il décide d'un thème pour les créatifs de la maison. Il est également membre du comité exécutif d'Hermès. 

### Autres engagements
Pierre-Alexis Dumas crée la fondation d'entreprise Hermès en 2008, qui soutient les métiers de l’artisanat, en particulier le savoir-faire et sa transmission, mais aussi de jeunes artistes, qui peuvent entrer en résidence dans les manufactures de l'entreprise. Dotée d'un budget de 25,2 millions d'euros en 2023, elle développe ses propres programmes de mécénat, comme l'organisation d'expositions et d'événements culturels,.

## Distinctions
- Chevalier de la Légion d'honneur (2013)[13]
- Chevalier de l'ordre des Arts et des Lettres (2023)